# Piractwo radiowe
Piractwo radiowe – nadawanie (radiodyfuzja) programu radiowego bez wymaganych uprawnień i licencji, bądź przekraczanie dopuszczonej licencją mocy nadajnika. Termin ten obejmuje również nadawanie programu radiowego z obszaru wód międzynarodowych w kierunku terytorium państwa. 
Zjawisko przybrało na sile w latach 60. XX wieku w Europie Zachodniej, zwłaszcza w Wielkiej Brytanii ze względu na restrykcyjne przepisy dotyczące nadawców radiofonii publicznej, którzy nie nadążali za zmieniającymi się gustami słuchaczy. W niektórych przypadkach, jak np. radia „Solidarność” legalne nadawanie nie jest możliwe ze względów politycznych, a „piraci” ryzykują o wiele więcej niż zarzuty za nielegalne nadawanie.

## Powody piractwa radiowego

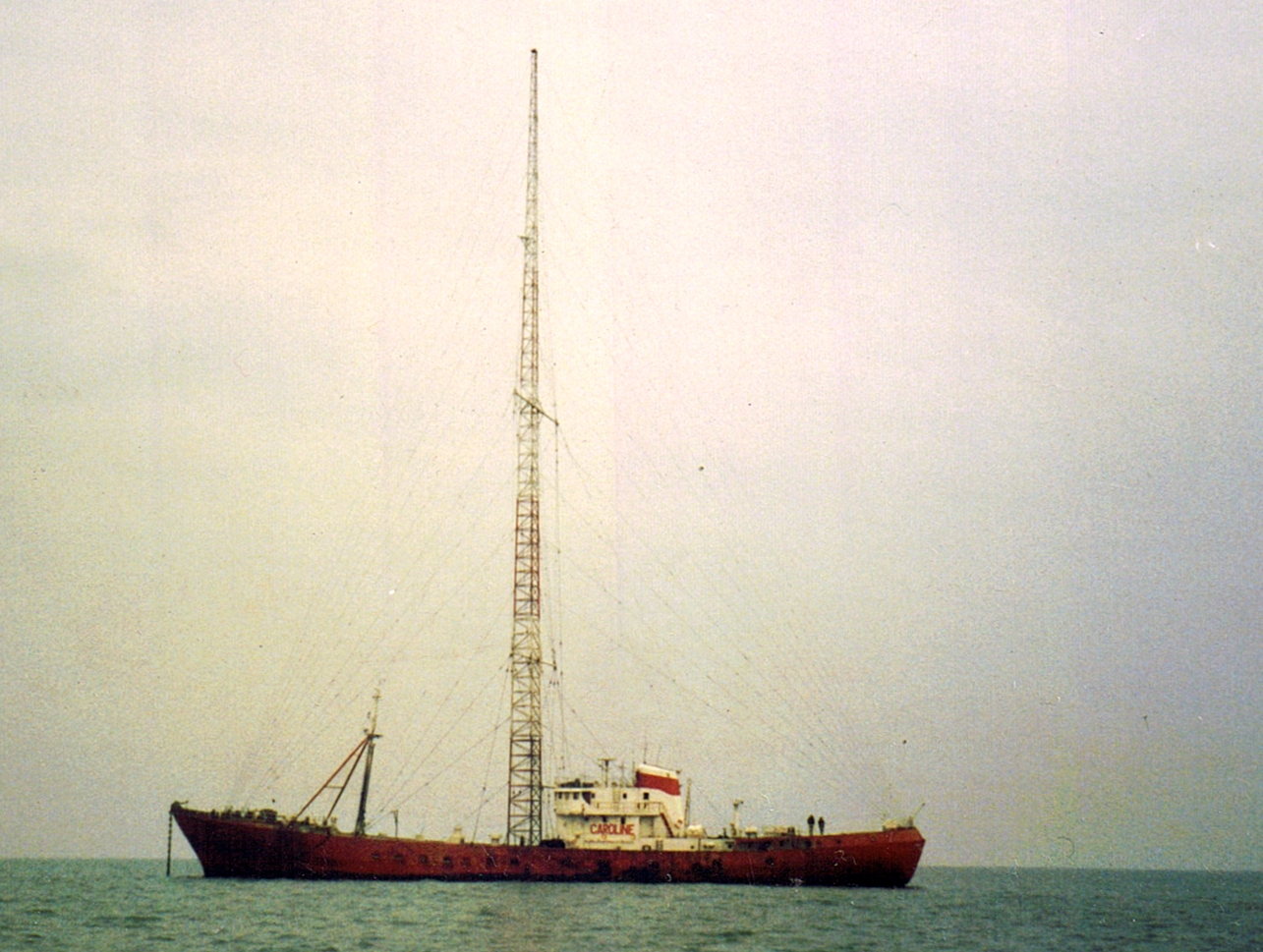
Piracki statek Radio Caroline nadający z Morza Północnego

Radia pirackie nadają program dla publiczności. Wśród nadawców są zarówno hobbiści, jak również przedsiębiorstwa biznesowe omijające prawo kraju, na teren którego nadają. Przed II wojną światową piractwo radiowe nie istniało, a jedynie nadawano z zagranicy programy dla określonych terytoriów korzystając z własności fal radiowych. W latach 50. zaczęły się pojawiać stacje, których celem było obejście reguł prawa kraju, na którego teren nadawały. Taką stacją było Radio Luxembourg nadające na częstotliwości 1439 kHz program na teren Wielkiej Brytanii z nadajnika o sile 200 kW. Z terenu Meksyku nadawano program na Stany Zjednoczone. Stacje te nie stosowały się do prawa kraju docelowego, a nadawały głównie muzykę z różnych względów niepożądaną w kraju docelowym – rhythm and blues, rock and roll. Rozwój piractwa radiowego w Wielkiej Brytanii w latach 60. wynikał z ograniczeń prawnych w nadawaniu muzyki, wymuszonych przez muzyczne związki zawodowe (tzw. needle time). BBC mogła nadawać do 8 płyt w tygodniu, resztę programów musiała wypełniać muzyka z produkcji własnej stacji. W tym czasie nadawca państwowy faworyzował dzienniki radiowe, informację, lekką rozrywkę i programy dla dzieci. Radia pirackie nadawały z krajów ościennych lub wód międzynarodowych. Ta druga metoda nie była wynalazkiem brytyjskim; w latach 50. i wczesnych 60. radia nadające ze statków działały wzdłuż wybrzeży szwedzkich i duńskich; np. takie stacje jak Radio Nord i radio Mercur

## Konsekwencje prawne piractwa radiowego
Ustawa Prawo komunikacji elektronicznej (w latach 2004-2024 obowiązywała ustawa Prawo telekomunikacyjne) w art. 447 stwierdza:

Art. 447. 1. Kto bez wymaganego pozwolenia używa urządzenia radiowego nadawczego lub nadawczo-odbiorczego, podlega karze grzywny od 500 do 5000 zł.

2. Jeżeli sprawca czynu określonego w ust. 1 działa w sposób uporczywy, podlega grzywnie, karze ograniczenia wolności albo pozbawienia wolności do lat 2.

3. Sąd może orzec przepadek urządzeń przeznaczonych lub służących do popełnienia czynu określonego w ust. 1 i 2, chociażby nie stanowiły one własności sprawcy.

4. Sąd orzeka przepadek urządzeń przeznaczonych lub służących do popełnienia czynu określonego w ust. 1 i 2, chociażby nie stanowiły one własności sprawcy, jeżeli ich używanie zagraża życiu lub zdrowiu człowieka. Przepis art. 195 ustawy z dnia 6 czerwca 1997 r. – Kodeks karny wykonawczy (Dz. U. z 2024 r. poz. 706) stosuje się niezależnie od wartości przedmiotów, których przepadek orzeczono.

5. Orzekanie w sprawach o czyn, o którym mowa w ust. 1, następuje w trybie przepisów ustawy z dnia 24 sierpnia 2001 r. – Kodeks postępowania w sprawach o wykroczenia (Dz. U. z 2024 r. poz. 977)
.

Reportaż Marii Blimel i Wandy Wasilewskiej  z Radia Merkury Poznań "Zawód na czasie" opowiadający o jedenastoletnim uczniu szkoły muzycznej i "piracie radiowym" Tomaszu Puchalskim nadającym program dla rodziców, dziadków i sąsiadów otrzymał nagrodę Premios Ondas w Barcelonie w roku 1999. Sprawa 11-letniego "pirata" trafiła do sądu rodzinnego po tym, jak jeden z urzędników przeczytał bez pełnego zrozumienia reportaż w Gazecie Wyborczej i złożył doniesienie do prokuratury.
W Wielkiej Brytanii każdy, kto jest zaangażowany w emitowanie nielegalnego programu radiowego popełnia przestępstwo i może być aresztowany przez policję; przestępstwo popełnia również ten, kto użycza pomieszczeń na nielegalną działalność radiową. Maksymalna kara za piractwo radiowe wynosi dwa lata pozbawienia wolności i nielimitowana kara pieniężna.

## Piractwo radiowe w Wielkiej Brytanii

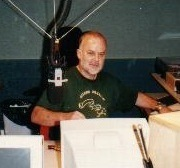
John Peel, didżej Radia Caroline i późniejszy dziennikarz muzyczny BBC

Pierwsza piracka stacja radiowa, Radio Caroline, rozpoczęła regularne nadawanie 28 marca 1964 z wybrzeża w pobliżu Felixstowe. Wkrótce pojawiły się następne: Radio Atlanta (Frinton-on-Sea), Radio Scotland (Dunbar) czy Radio London (Frinton-on-Sea). Ich oferta skierowana była głównie do młodzieży oferując im kulturę popularną w momencie rewolucji kulturalnej, kiedy oficjalne stacje były zbyt konserwatywne. Ich istnienie wywarło niemal natychmiastowy wpływ na politykę rządu, przemysł muzyczny, a także państwowego nadawcę BBC. Przeciwnikiem zmiany polityki stacji był szef BBC Lord Normanbrook, mówiąc „Nie można w kółko mieć muzyki pop, to tak, jakby puby były czynne cały dzień”. Produkt serwowany przez BBC coraz bardziej mijał się z zapotrzebowaniem i gustami słuchaczy. Problemem było również notoryczne łamanie praw autorskich przez stacje pirackie, a także rosnący udział w przemyśle muzycznym i na rynku reklam. Odpowiedzią BBC były takie programy jak Saturday Club (1958) czy Top Gear (1964), oferując sesje na żywo m.in. z Jimim Hendrixem, Bitlesami czy The Who, zapotrzebowanie było jednak dużo większe.
14 sierpnia 1967 weszła w życie ustawa Broadcasting (Offences) Act. Ustawodawcy, nie mogąc zakazać pirackim radiostacjom nadawania z wód międzynarodowych, penalizowały pracę obywateli brytyjskich w rozgłośniach pirackich. Spowodowało to upadek większości stacji. Sytuacja wypracowana przez pirackie radiostacje spowodowała, że BBC musiała zapewnić popyt na radio muzyczne, toteż rozbudowała swój BBC Light Programme, dzieląc je na nowo powstałe rozgłośnie BBC Radio 1 i BBC Radio 2. Część popularnych didżejów z pirackich stacji, np. Tony Blackburn, John Peel znalazła pracę w nowych stacjach BBC. Największa stacja piracka, Radio Caroline, zamilkła pół roku później, z obu statków rozgłośni (w Essex i w pobliżu wyspy Man) nadawano do 3 marca 1968, a statki zostały zaanektowane przez wierzycieli. Pierwsza prywatna rozgłośnia radiowa, Radio LBC zainaugurowała swą działalność w roku 1973. Radio utrzymuje się prawie wyłącznie z reklam. Radio Caroline otrzymała licencję na nadawanie w roku 2017.

## Piractwo radiowe w Polsce

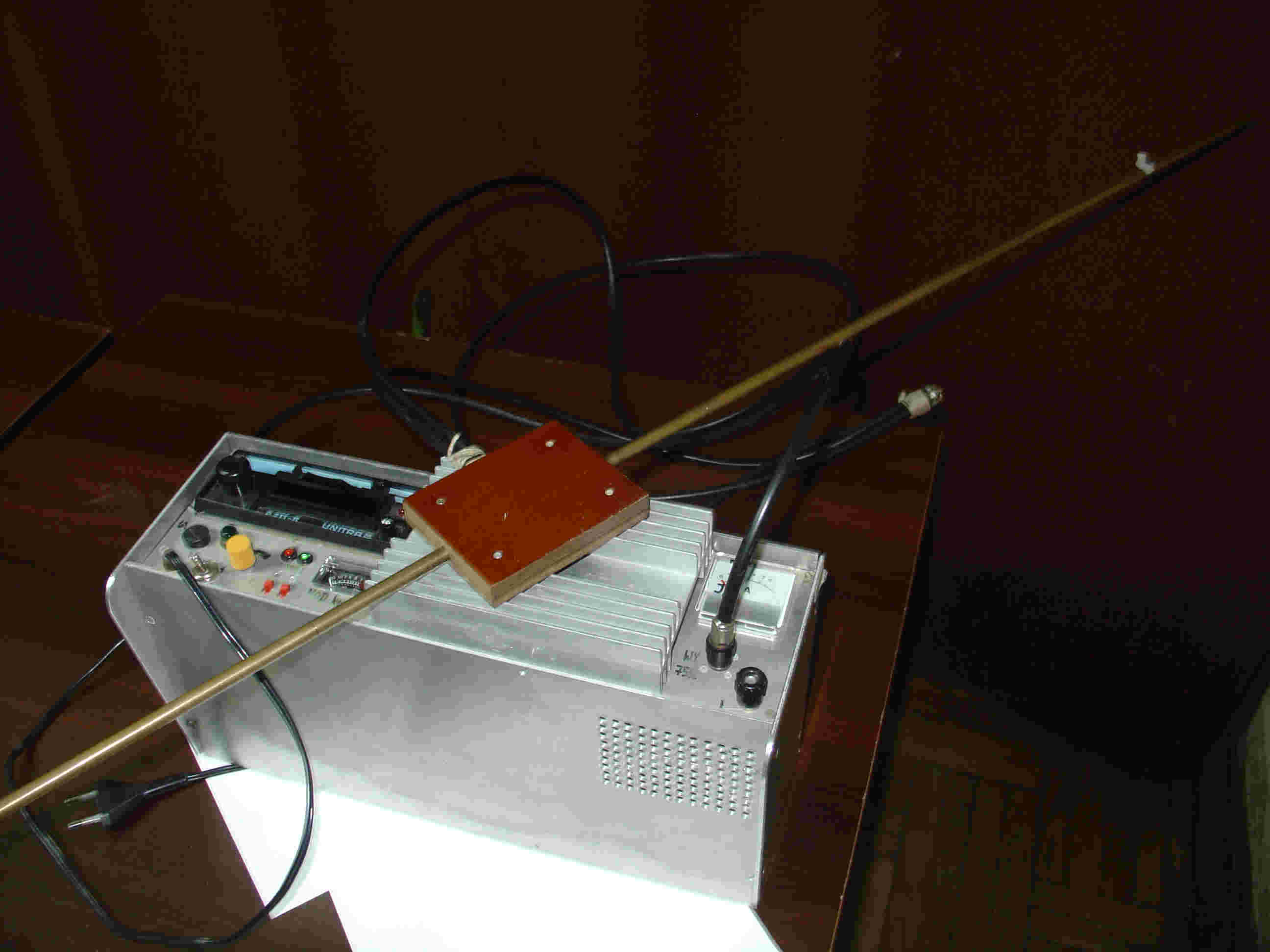
Nadajnik „Berta” wykorzystywany w audycjach Radia Solidarność

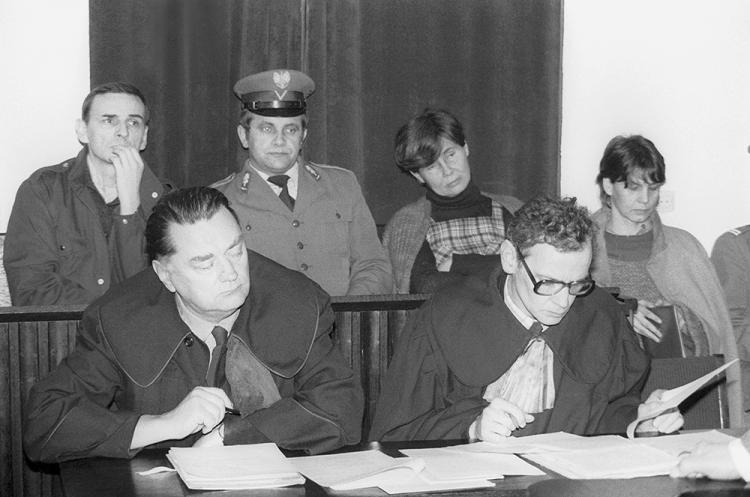
Proces Zbigniewa Romaszewskiego za stworzenie Radia „Solidarność”

Początki piractwa radiowego nastąpiły w Polsce około roku 1980, jeszcze przed stanem wojennym, zwłaszcza w okolicy Słupska a następnie Bielska-Białej. Piraci nadawali zwłaszcza na paśmie 73 MHz, przed końcem skali OIRT. Nadajniki były zazwyczaj konstruowane przez piratów. W roku 2000 koszt skonstruowania nadajnika zbliżonego parametrami do nadajnika rozgłośni miejskiej wynosił ok. 2000 zł, a instrukcję budowy można było znaleźć w internecie. Niektóre stacje celowo zakłócały działanie innych, np. bielskie „Radio Pastuch” nadawało na częstotliwości Radia Maryja. Walka z piratami była trudna, zwłaszcza na górzystych i podgórskich terenach a sprawców najczęściej nie wykrywano. 
Zjawisko piractwa radiowego w Polsce osłabło w XXI wieku, głównie z powodu możliwości nadawania w internecie i większego dostępu muzyki. W latach 2022 i 2023 Urząd Komunikacji Elektronicznej wykrył zaledwie dwie pirackie stacje radiowe w Krakowie i na Śląsku. Zmieniła się również technika nadawania, często sygnał dociera do nadajników za pośrednictwem internetu lub radiolinii, co czyni pirata trudniejszym do wykrycia. Według polskiego prawa osoby nadające program radiowy lub bez koncesji są narażone na grzywnę, karę ograniczenia wolności lub pozbawienia wolności do 2 lat.

### Radio „Solidarność”
W latach 80 w niektórych miastach Polski nadawało Radio „Solidarność”. Pierwsza audycja została nadana 12 kwietnia 1982, w poniedziałek wielkanocny w Warszawie z dachu przy ulicy Grójeckiej 19/25. Pierwszy nadajnik miał moc 20 watów i był wielkości radia tranzystorowego. Program transmitowano na częstotliwości 70,1 MHz. Sygnałem były pierwsze takty piosenki Siekiera, motyka. Następne audycje były nadawane w Poznaniu, Wrocławiu, Olsztynie, Gdańsku i innych polskich miastach. Od listopada 1982 audycje nadawano z balonów napełnionych wodorem. Twórcą radia był Zbigniew Romaszewski, który został za to skazany na 4 lata pozbawienia wolności, a jego żona Zofia Romaszewska – na 3,5 roku więzienia. Radio nadawało aż do roku 1989.